# Chrysometa brevipes
Chrysometa brevipes là một loài nhện trong họ Tetragnathidae.
Loài này thuộc chi Chrysometa. Chrysometa brevipes được Octavius Pickard-Cambridge miêu tả năm 1889.